# Sibila Normanska
Sibila Normanska (1092. – 1122.) bila je kraljica Škotske kao žena kralja Aleksandra I. Škotskog. Bila je nezakonita kćer engleskog kralja Henrika I. i njegove ljubavnice Sybille Corbet. Umrla je bez djece, na otoku. 